# Солрад-2

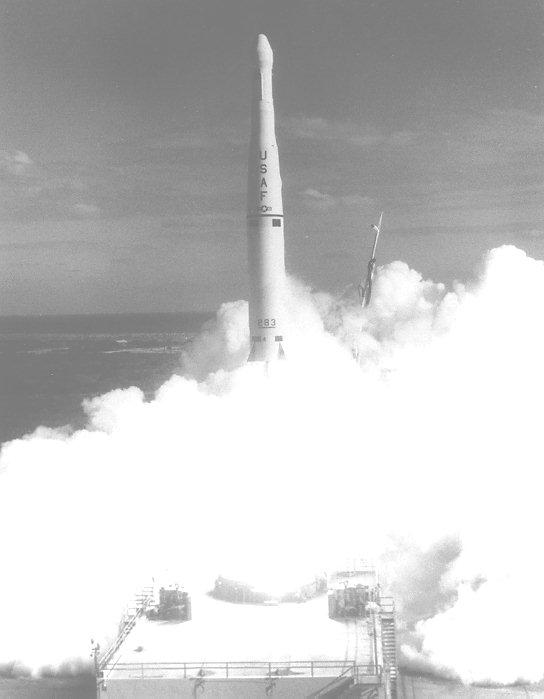
Запуск ракети-носія Тор-Ейблстар з апаратами Транзит-3Ей і Солрад-2

«Солрад-2» (англ. Solrad 2, Solar Radiation — укр. Сонячне випромінювання), інші назви GREB 2 (англ. Galactic Radiation Experimental Background — експериментальне дослідження галактичної радіації), SR 2 — американський супутник подвійного призначення — електронної розвідки (ELINT, англ. electronic intelligence) і дослідження сонячної радіації (Solrad, Solar Radiation, SR), запущений за космічною програмою GRAB.

## Запуск
30 листопада 1960 року о 19:50 UTC з космодрому на мисі Канаверал ракетою-носієм «Тор-Ейблстар» було запущено супутники «Транзит-3Ей» і «Солрад-2». Ракета-носій вимкнулась достроково і була знищена системою безпеки.